# Julian Koch
Julian Koch (Schwerte, Rin del Nord-Westfàlia, 11 de novembre de 1990) és un futbolista alemany que actualment juga al Mainz 05.
Anteriorment havia jugat al MSV Duisburg cedit pel Borussia Dortmund.